# Bataille de Los Horcones
Campagne Admirable
(Guerre d'indépendance du Venezuela)
Batailles
m
- Cúcuta
- Agua Obispo
- Niquitao
- Los Horcones
- Taguanes

La bataille de Los Horcones est une bataille de la Campagne Admirable, entreprise par Simón Bolívar pour libérer le Venezuela. La bataille a lieu le 22 juillet 1813 et se solde par la défaite des forces royalistes. Les généraux vénézuéliens Jacinto Lara et Florencio Jiménez (es) ont participé à cette bataille.

## Déroulement
Les armées patriotes, commandées par José Félix Ribas et Jacinto Lara, rencontrent les royalistes au niveau de l'actuelle municipalité d'Iribarren. L'attaque rapide et décisive des 500 patriotes, soutenus par l'artillerie, se solde par une victoire complète sur l'armée royaliste deux fois plus nombreuse sous le commandement de Francisco Oberto. Les patriotes mettent la main sur du matériel médical et font 300 prisonniers.